# Michael Stockton
Michael Stockton (Spokane, 7 maggio 1989) è un cestista statunitense.
È il figlio di John Stockton e il fratello di David Stockton, a loro volta cestisti.